# Нейрохакинг
Нейрохакинг (англ. neurohacking) — это неологизм, который объединяет все практики, дисциплины и технологии, направленные на улучшение или изменение работы мозга. Это форма биохакинга с фокусом на ЦНС (центральную нервную систему). Нейрохакинг — это любой способ вмешательства в структуру или функцию нейронов для их улучшения и восстановления.

## Применение
Современное нейрохакерское движение существует с 1980-х годов. Ноотропы были впервые предложены в 1972 году Корнелиу Джурджа, румынским химиком из Бухарестского университета. Простые применения нейрохакинга включают использование химических добавок для улучшения работы мозга. Более сложные медицинские устройства могут быть имплантированы для лечения психологических расстройств и болезней.

### Психическое здоровье
Основное применение нейрохакинга — улучшение психического здоровья. Другие области применения включают экспозиционную терапию, терапию виртуальной реальностью, предотвращение болезней, улучшение работоспособности и интеллекта в целом. Нейрохакинг сам по себе является ответвлением движения «лайфхаков» (или «количественного самоопределения»), в котором люди самостоятельно отслеживают мельчайшие аспекты своей повседневной жизни, чтобы повысить производительность.
Нейрохакинг использует достижения эпигенетики, нейробиоуправления, психофармакологии, биологической психологии и функционального анализа, но многие практики также используют физические упражнения, рекомендации по питанию, витамины и добавки, медитацию или самогипноз. Некоторые методы нейрохакинга включают в себя отказ от нейроактивных веществ, в том числе кофеин, алкоголь, пищевые добавки и сахара. Текущие исследования сосредоточены на природе и развитии интеллекта, а также на том, как умножить и улучшить его деятельность. Работы доктора Германа Эпштейна, Джозефа Леду, Алекса Рамонского, Фредерика Старра и Дэвида Баркера имеют большое влияние. Этическая основа нейрохакинга для здоровья заключается в том, что его следует практиковать строго с добровольного согласия.

### Улучшение человека
Существует множество примеров использования нейронных имплантатов для терапии, однако,  единственными экспериментами, включающими хакинг нервной системы для её улучшения, являются эксперименты Кевина Уорвика. В серии экспериментов в Университете Рединга Уорвик стал первым человеком, получившим 14 марта 2002 года имплантат BrainGate с электродной решеткой в срединный нерв левой руки. Благодаря этому он смог контролировать роботизированной рукой, копируя движения своих рук. Нервная система Уорвика также была связана с Интернетом. Он мог контролировать руку-манипулятор, получая обратную связь от датчиков в кончиках пальцев. Аналогичный набор нервных датчиков был имплантирован в руку жены Уорика. Благодаря этому они смогли достичь первой удалённой тактильной связи между нервными системами двух людей.

### Поиск информации
Нейрохакинг также используется для извлечения информации из мозга (вспоминание паролей, местоположения и т.д.); в настоящее время не существует доказанных технологий для такой тактики. Эта концепция широко использовалась в научной фантастике (фильм «Матрица»). При извлечении данных обычно используется своего рода нейрокомпьютерный интерфейс (НКИ), где мозговой синапс каким-то образом захватывается или записывается для обработки и получения информации. Сторонники этой концепции для её подкрепления обычно ссылаются на МРТ или МЭГ. В будущем планируется использовать какую-либо нейровизуализацию, на данный момент технология несовершенна. Эта методика требует обнаружения состояния отдельных нейронов (диаметром приблизительно 1 мкр), в то время как современная технология МЭГ использует обнаружение нескольких тысяч нейронов. Предполагается, что до развития данного типа нейрохакинга ещё несколько десятилетий.

## Современные методы

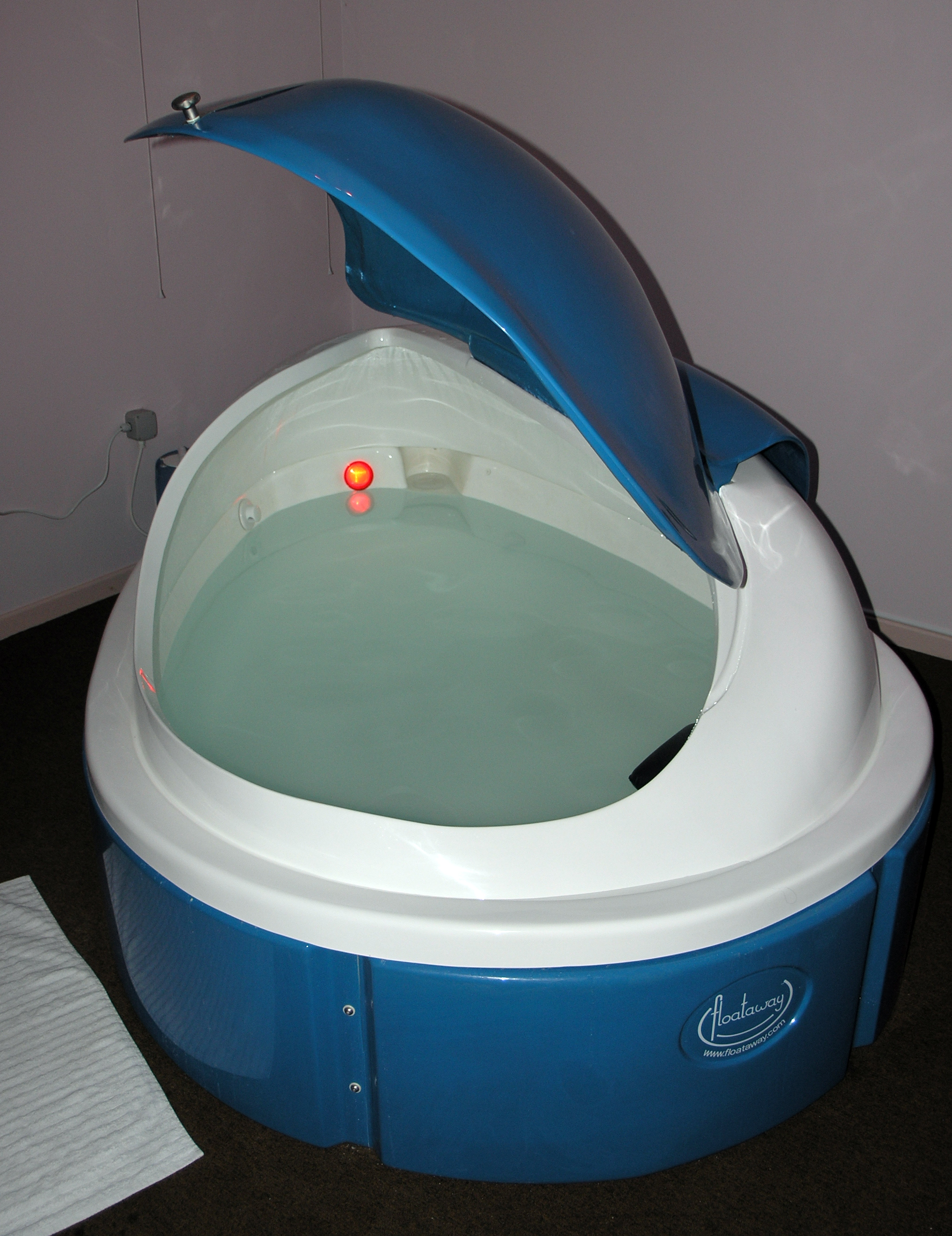
Блок сенсорной изоляции. Используется для стимуляции мозговой деятельности.

Кофеин, алкоголь, модафинил, лекарства, отпускаемые без рецепта, и другие препараты — всё это формы нейрохакерства. Каждое из этих веществ изменяет или «обманывает» мозг в желаемых целях. При приеме кофеина мозг обманывается, думая, что организм обладает энергией, и не дает человеку заснуть. Нейроны мозга естественным образом продуцируют аденозин как побочный продукт, который контролируется нервной системой. Как только уровень аденозина достигнет определённого уровня, организм почувствует усталость. Кофеин действует как поддельный аденозин, блокируя аденозиновые рецепторы. Поэтому другие стимуляторы мозга (дофамин и глутамат) могут работать более эффективно. Поскольку нейрохакинг является вмешательством в структуру и функцию нейронов, потребление кофеина фактически является нейрохаком. Другие вещества, которые влияют на мозг и функции нейронов, также являются нейрохаками.
Алкоголь — это  активатор нейрохакинга, который затрагивает несколько нейротрансмиттеров вместо одного, вследствие того что является жирорастворимой молекулой. Поскольку липиды — основной компонент клеточных мембран, алкоголь способен проникать в мембраны нейронов и изменять их. В частности, алкоголь подавляет функцию глутаматных рецепторов, усиливает функции рецепторов GABA, а также повышает уровни дофамина и эндорфинов. Это вызывает всевозможные реакции, включая возбуждение и волнение. Алкоголь может оказывать расслабляющее действие из-за воздействия на рецепторы ГАМК. После того, как алкоголь повлиял на систему, он заставляет организм проходить то, что называется отскоком нейромедиатора. Это происходит из-за подавления алкоголем рецепторов ГАМК, поэтому, когда он выводится, система ГАМК заставляет организм чувствовать себя беспокойно, что приводит к синдрому отмены, который может стать серьёзной проблемой.